# Stephane & 3G
Stephane & 3G – gruziński zespół muzyczny, w skład którego wchodzą Stephane Mgebriszwili, Nini Baduraszwili, Tako Gaczecziladze i Kristine Imedadze.

## Życiorys
W marcu 2008 roku Nini Baduraszwili, Tako Gaczecziladze i Kristine Imedadze (jako trio 3G) zgłosiły się do udziału w krajowych eliminacjach do 53. Konkursu Piosenki Eurowizji z utworem „I'm Free”, z którym zajęli ostatecznie czwarte miejsce. W lutym kolejnego roku ponownie wystartowały w selekcjach, tym razem we współpracy ze Stephanem Mgebriszwilim z piosenką „We Don’t Wanna Put In”, z którą zajęli pierwsze miejsce, zostając tym samym reprezentantami Gruzji podczas 54. Konkursu Piosenki Eurowizji organizowanego w Moskwie. Tuż po wygraniu eliminacji autorzy propozycji zostali oskarżeni o nawiązania polityczne do rosyjskiego premiera Wladimira Putina, czym naruszyli regulamin imprezy. Europejska Unia Nadawców (EBU), główny organizator konkursu, wymogła na zespole zmianę słów utworu, grupa postanowiła jednak wycofać się z udziału w imprezie.

## Dyskografia

### Mini-albumy (EP)
- We Don't Wanna Put In (2009)